# 西安翻译学院
西安翻译学院，中国民办高校，位于陕西省西安市长安区，创建人丁祖诒，现任校长沈久福。
学院于1986年初创办，外语为主，涵盖“文法、财经、理工”等多学科多专业的民办大学。拥有3万余名全日制住校生，2200亩自有校园、56万平方米自有校舍和6.5亿元自有净校产。

## 历史沿革
- 1985年，创建西安外国语联合培训部
- 1987年，更名西安翻译培训学院
- 2000年，升格为西安翻译职业学院（专科）
- 2001年，江苏省洪泽县职教中心并入，改建为西安翻译职业学院附中——江苏洪泽外国语中学。
- 2003年，批准建立西安翻译学院附属职业中等专业学校。
- 2005年，升格为本科院校，更名西安翻译学院

## 争议
2004年《洛杉矶时报》曾刊登文章，称“美国50州高等教育联盟”将西安翻译学院排名为中国第10的学校，后引起中国媒体的广泛转载。后方舟子发表《追踪“美国选出中国最受尊敬大学及校长排行”假新闻》表示质疑。中国教育部则通过新闻发布会，认定“排名中国第10”为一则自费广告。